# کشیتسه
کشیتسه (به چکی: Kšice) یک منطقهٔ مسکونی در جمهوری چک است که در ناحیه تاخوو واقع شده‌است. کشیتسه ۱۵٫۴۲ کیلومتر مربع مساحت و ۲۰۷ نفر جمعیت دارد و ۴۸۸ متر بالاتر از سطح دریا واقع شده‌است.